# Louise Noëlle Gras de Mereles
Louise Noëlle Gras de Mereles (* 1944 in Mexiko-Stadt) ist eine mexikanische Kunsthistorikerin, spezialisiert auf Architektur.

## Biografie
Gras de Mereles studierte Kunstgeschichte, zunächst an der Universidad Iberoamericana (B.A.) und danach an der Universidad Nacional Autónoma de México-UNAM (M.A.).
Von 1976 bis 1980 gab sie die mexikanische Fachzeitschrift „Arquitectura“ (dt.: „Architektur“) heraus. 1982 wurde sie am Instituto de Investigaciones Estéticas der UNAM aufgenommen. Sie doziert an mehreren Universitäten und veröffentlichte bereits zahlreiche Bücher. Hauptberuflich ist sie Professorin für Kunstgeschichte an der UNAM.
Gras de Mereles ist in zahlreichen nationalen und internationalen Verbänden und Organisationen tätig. Sie war 1978 Gründungsmitglied des Internationalen Komitees der Architekturkritiker (CICA). Seit 1985 ist sie Chronistin und akademisches Ehrenmitglied der mexikanischen Academia Nacional de Arquitectura und seit 1991 Mitglied der Academia de Artes. Seit 1993 gehört sie auch dem mexikanischen Komitee für Kunstgeschichte (CMAH) und dem ICOMOS Mexicano an. Beim CMAH, dem nationalen Komitee des Internationalen Komitees für Kunstgeschichte (CIHA), bekleidet sie das Amt der Vize-Präsidentin. Sie ist Professorin der International Academy of Architecture (IAA).